# Cristal de glace

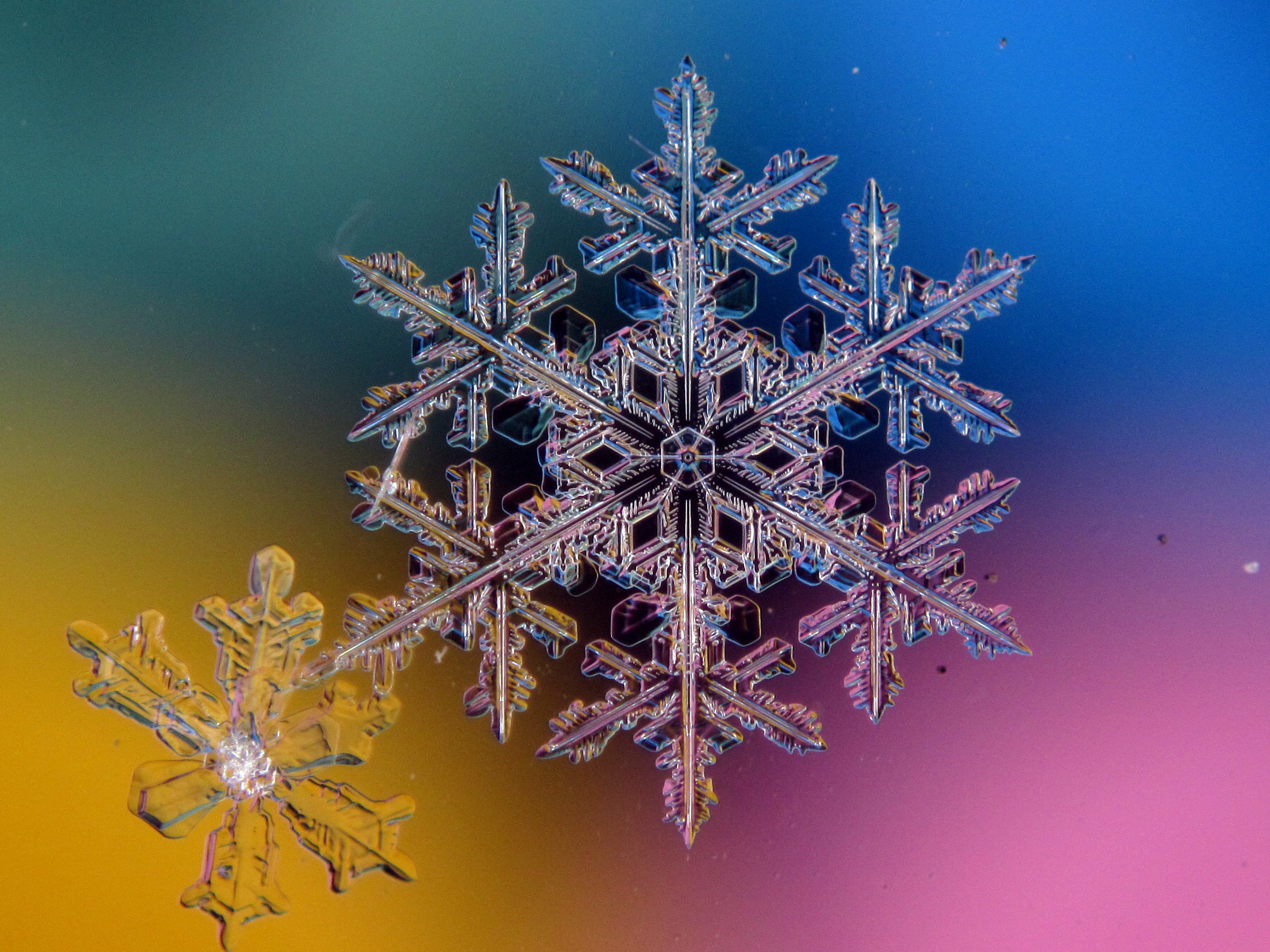
Photo macroscopique d'un cristal de glace.

Un cristal de glace est une forme spatialement plus ou moins fractalement organisée de molécules d'eau en glace, avec comme base la symétrie hexagonale.
Il résulte de la cristallisation progressive de la vapeur d'eau contenue dans l'air sans passer par la phase liquide, sur un prisme hexagonal initial. La variabilité des formes hautement symétriques obtenues est conditionnée par la température et l'humidité de l'environnement : ce sont des colonnes, des aiguilles, des plaques et des dendrites. Le plus souvent c'est un hydrométéore dont la cristallisation se produit dans les nuages sous le point de congélation ou dans l'air clair à une température inférieure à −20 °C.
En météorologie, les cristaux de glace forment les composantes des nuages de haut niveau et des flocons de neige. Il s'agit également d'une forme de précipitations de surface dans les régions arctiques par temps très froid et ciel dégagé (code Metar : IC, ice crystals). Selon Météo-France et l'organisation météorologique mondiale, il est recommandé d'utiliser le terme poudrin de glace pour nommer ce dernier type de précipitations.
Le givre de surface et le givre de profondeur sont aussi des cristaux naturels de glace mais ils ne sont pas formés par des précipitations : on peut les trouver dans le manteau neigeux. Le premier en forme de feuille plate se situe en surface lors de sa formation, en couche mince (en mm). Le second en forme de gobelet creux se situe à la base, en couche épaisse (en cm).

## Formation
Dans l'atmosphère, les cristaux de glace ne se formeront spontanément par congélation de la vapeur d'eau que lorsque la température est inférieure à −39 °C et l'air saturé. Si la température est supérieure, il faut un noyau de congélation (nucléus) pour initier le processus. Ces noyaux sont des particules (ionisées, ou non, en suspension dans l'air : aérosols) qui ont des propriétés cristallines très proches de celle de la glace. Ils se retrouvent naturellement en très faible concentration dans l'air, provenant des sols, de la mer ou des poussières volcaniques.

### Nuageuse
Lorsque les cristaux se forment dans des nuages sous le point de congélation sans être plus bas que −20 °C, ils le font à partir de noyaux de congélation et augmentent graduellement de taille selon l'effet Bergeron en absorbant la vapeur d'eau environnante, et même les gouttes d'eau en surfusion, pour donner de la pluie ou de la neige plus tard dans la vie du nuage.
Cependant, les nuages de haute altitude, les cirrus, sont formés de cristaux de glace et ne donnent pas de précipitations. Comme la température à cette altitude est très basse, les cristaux ne rencontrent que d'autres cristaux et ne peuvent atteindre une masse suffisante pour tomber dans l'air sous-saturé à l'extérieur du nuage sans se sublimer. Cependant, s'ils rencontrent un nuage plus chaud avant leur dissipation totale, ils peuvent servir de noyau (nucléus) de départ pour la formation de précipitations.

### Dans l'air clair
Les cristaux de glace sont formés dans l'air clair arctique avec ou sans noyau de condensation. Ils tombent au sol ou restent en suspension, formant un type de précipitations très légères qui réduisent cependant fortement la visibilité. Ce phénomène se produit généralement lors d'un apport d'humidité dans un air très sec et stable. Ainsi, si on a une inversion de température avec une température sous les −20 °C au sol et plus chaud en altitude, la vapeur d'eau ne peut se diluer et on atteint le point de saturation rapidement. Les quelques noyaux de glace qui existent dans cet environnement capturent rapidement cette humidité.
Si la température de surface est plus élevée, la vapeur peut rencontrer des gouttelettes surfondues et former un brouillard glacé au lieu de cristaux de glace. Si la concentration de noyau de congélation est très faible, il faudra atteindre des températures plus basses pour voir apparaître les cristaux. Dans les régions très propres comme en Antarctique, ils ne se formeront que vers −25 °C. Sur ce continent où le phénomène est fréquent, on a noté en 1967 dans la région de la station du Plateau que 70 % des précipitations annuelles de 25 mm, en équivalent eau, étaient tombées sous forme de cristaux de glace.
Le code METAR (Meteorological Aerodrome Report) pour ces cristaux de glace, ou poudrin de glace, est IC, l'abréviation pour Ice Crystals (Cristaux de Glace).

## Types

### Dans un nuage
Les cristaux de glace qui formeront des flocons de neige prennent différentes formes qui varient en fonction de la température, mais aussi du degré d'humidité :
- de 0 à −4 °C : minces plaques hexagonales[3] ;
- de −4 à −6 °C : aiguilles ;
- de −6 à −10 °C : colonnes creuses ;
- de −10 à −12 °C : cristaux à six pointes longues ;
- de −12 à −16 °C : dendrites filiformes.

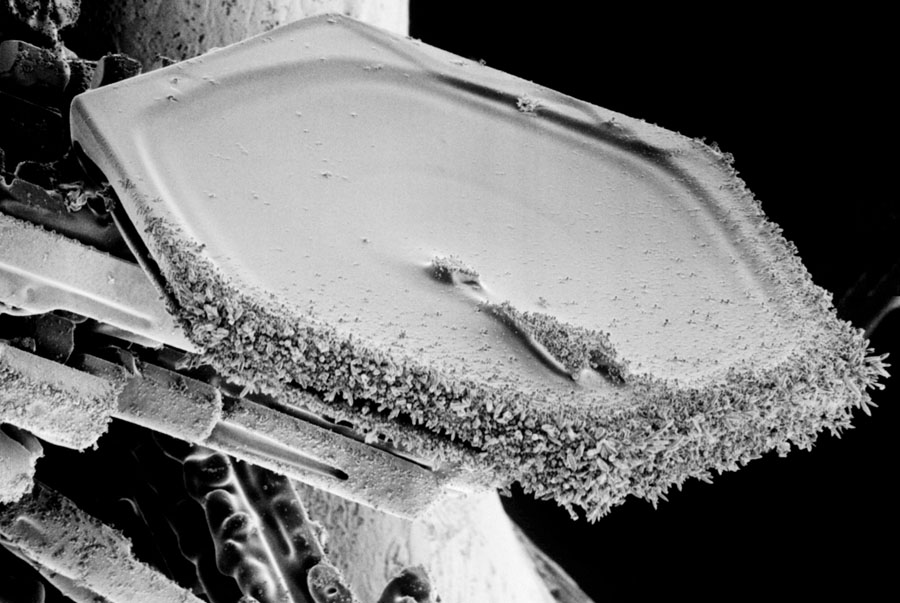
Plaquette hexagonale.
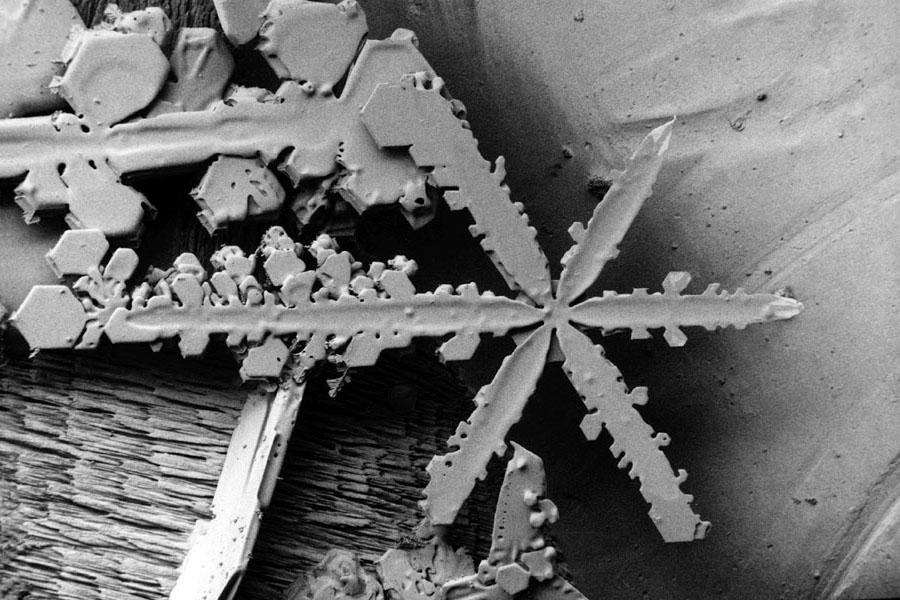
Cristaux à six pointes longues.
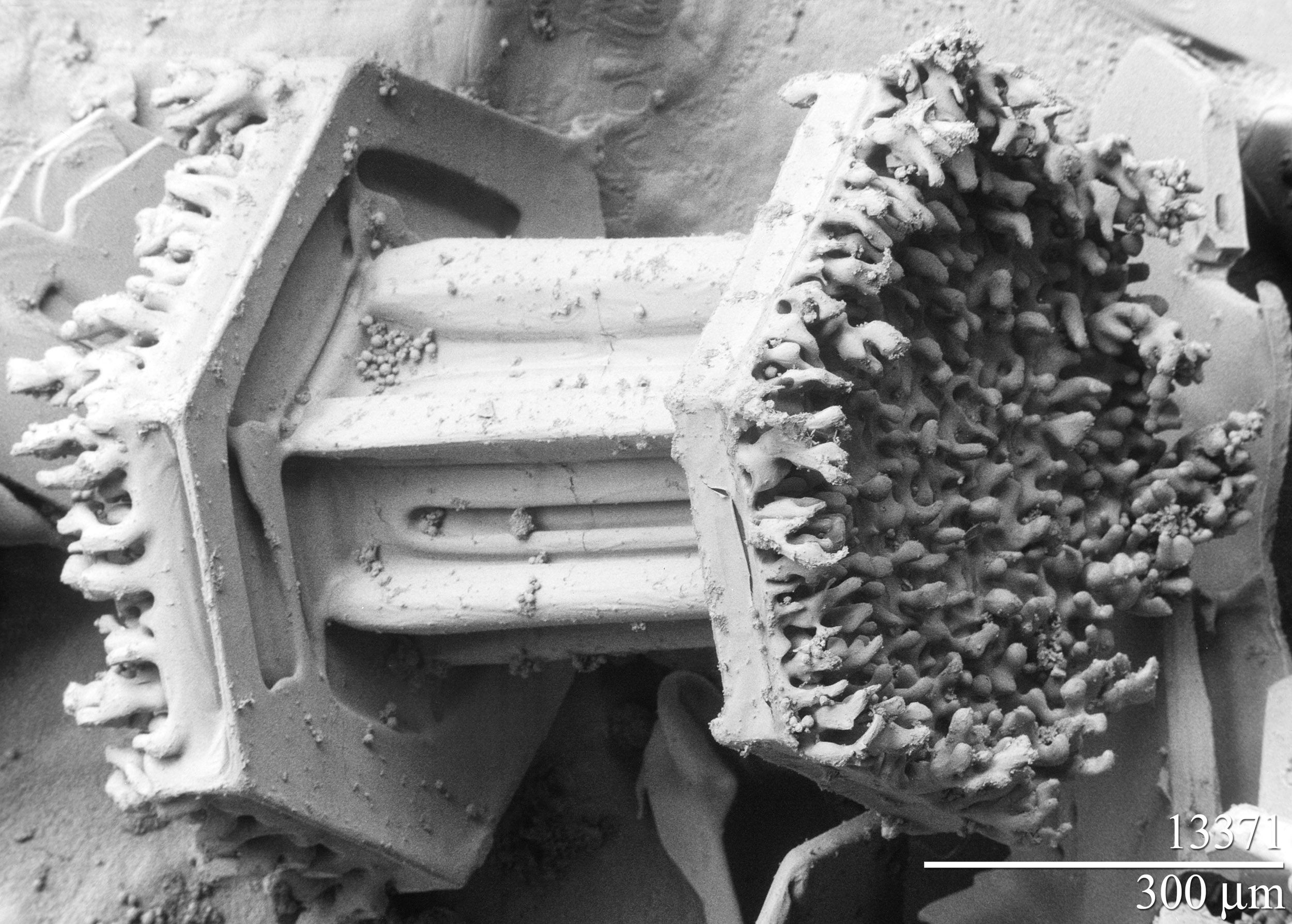
Colonne creuse surmontée de plaquettes hexagonales.
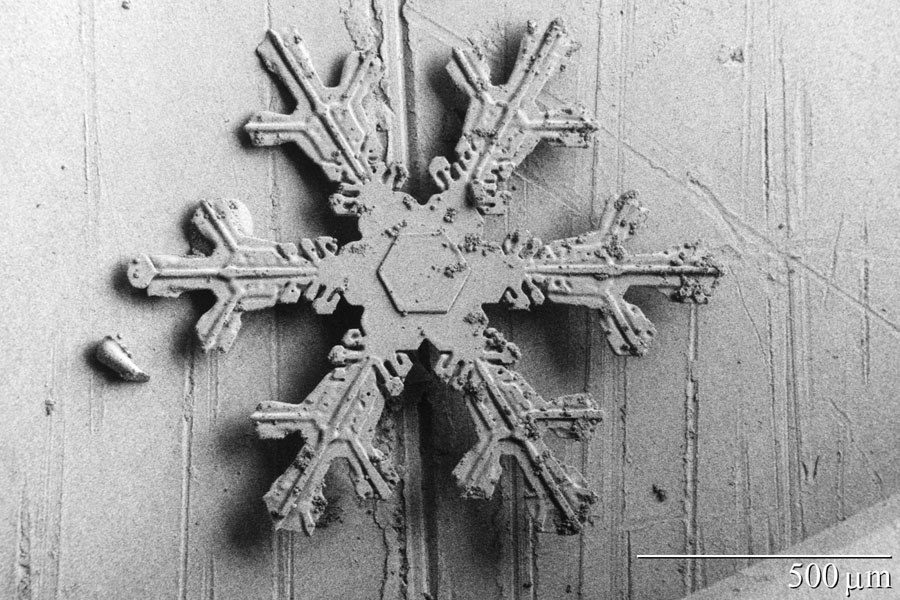
Cristal hexagonal avec extensions en dendrites.

### Poudrin de glace (IC dans le code METAR)
Dans le cas des précipitations arctiques, il s'agit de colonnes, ou de plaques hexagonales, car leur formation est lente en raison du faible contenu en vapeur eau dans l'air froid et de ce fait l'atmosphère est très sèche (formule de Clausius-Clapeyron).

## Phénomène optique

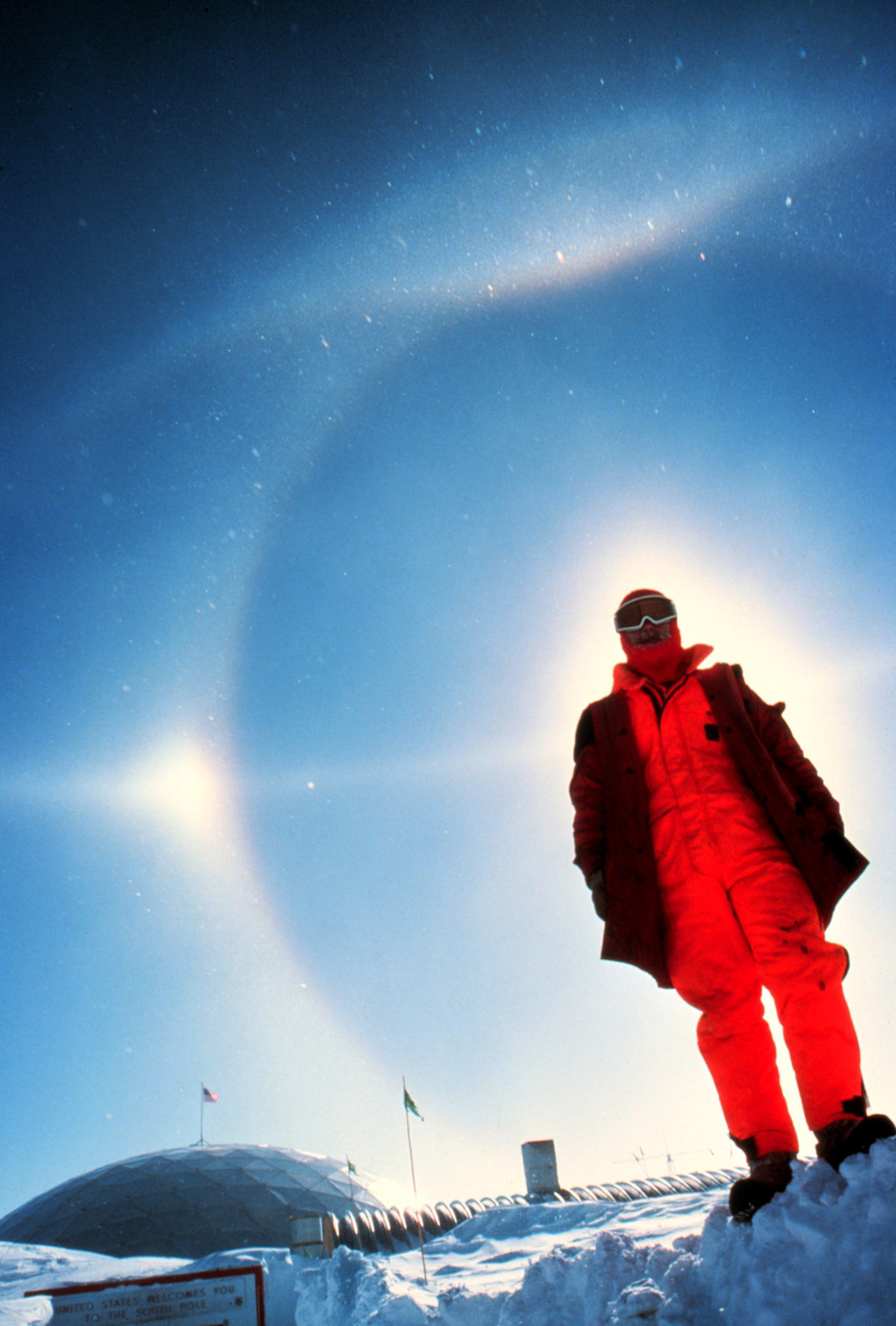
Halos au Pôle Sud (1980), comprenant un parhélie. Les fins cristaux de glace les plus proches responsables du phénomène sont visibles comme de petits points brillants.

Les cristaux de glace contenus dans les nuages, connus en météorologie aéronautique sous l'abréviation IC (Ice Crystals) dans le code METAR (rapport d'observation, et non de prévision, météorologique pour l'aviation), ont des propriétés de diffraction similaire à tout cristal. La lumière du Soleil, ou de la Lune, passant à travers ceux-ci est séparée par un phénomène d'interférence en ses composantes et on peut apercevoir des halos. Dans le cas des cirrus, le halo est vu lorsque le nuage est entre l'observateur et la source de lumière. Dans le cas de l'IC, on peut le voir de la même façon ou par réfraction à 180 degrés, c'est-à-dire avec la source de lumière dans le dos de l'observateur.

## Ailleurs

### Poudrin sur Mars
En 2008, la station météorologique canadienne, embarquée sur l'atterrisseur Phoenix, a détecté de la neige lors de son étude du climat martien. L'équipe scientifique qui a analysé les résultats explique que de la vapeur d'eau se dégage de la surface du sol sous l'effet de la hausse de température pendant la journée et migre en altitude pour former, dans la basse atmosphère, des nuages de cristaux de glace. Au cours de la nuit, la température diminue et l'eau précipite dans l'atmosphère pour se transformer en neige. On a comparé ce processus à celui de la formation du poudrin de glace observé dans l'Arctique.

### Espace
Dans l'espace, au sein d'un nuage interstellaire, le phénomène de tunnel quantique pourrait expliquer l'apparition d'eau, transformée en cristaux de glace dans le froid spatial (et aussi l'apparition de synthèses astrochimiques moléculaires, synthèse d'hydrogène moléculaire et de formaldéhyde potentiellement prébiotique).